# Acolastus gobicus
Acolastus gobicus es un coleóptero de la familia Chrysomelidae.
Fue descrita científicamente por primera vez en 1977 por Medvedev & Voronova.